# دخلة أسيوية

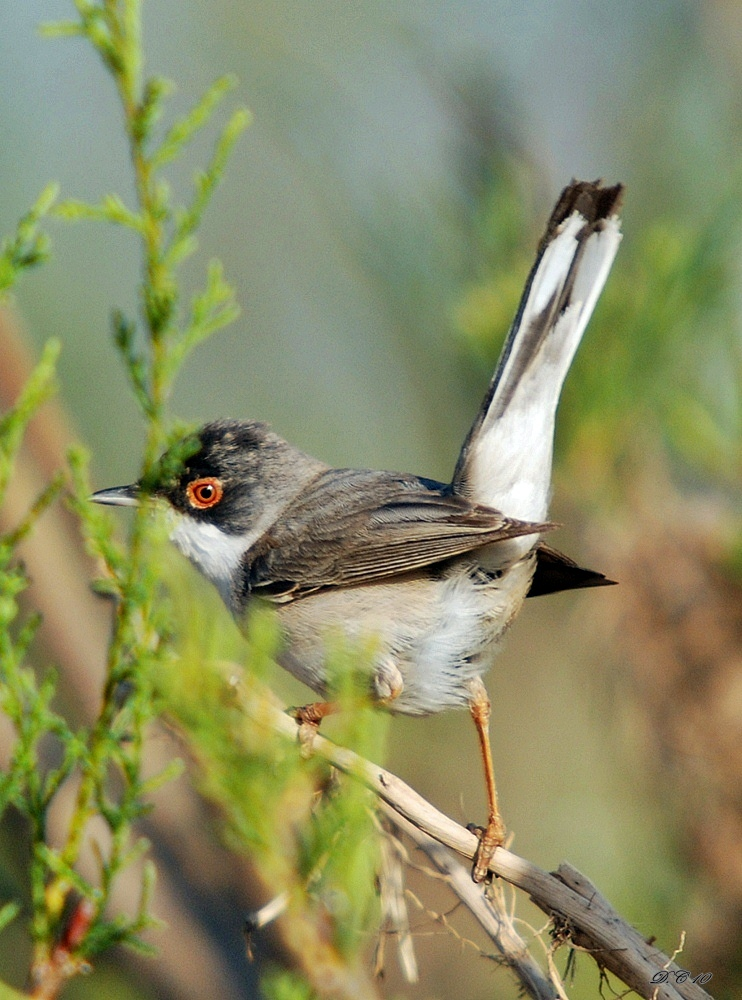

دخلة أسيوية يسمى أيضا هازجة منتري الرأساء، دخلة منتري الرأساء (الاسم العلمي: Sylvia mystacea) (بالإنجليزية: Menetries's Warbler)‏، هو طائر ينتمي إلى طيور مغردة (فصيلة: Sylviidae).